# Firestarter (software)
Firestarter was een vrij programma dat gebruikmaakte van de netfilterfunctionaliteit uit de Linuxkernel. Met Firestarter konden iptables in Linux worden aangestuurd zonder het gebruik van commando's. Het bood tevens real-time monitoring van al het netwerkverkeer dat het systeem binnenkwam en uitging. Het was ook mogelijk om aan port forwarding te doen, wanneer er bijvoorbeeld gebruik werd gemaakt van een router die geschikt was voor DHCP. Het programma werd uitgebracht onder de GNU General Public License. De laatste versie was 1.0.3 en werd uitgebracht op 29 januari 2005.